# Listă a perioadelor arheologice în Orientul Apropiat (Levant)
Lista următoare prezintă cronologia din Levant pornind de la sistemul celor trei epoci și folosind o împărțire mai fină. Datarea folosește terminologia provenită din datarea absoluta, de exemplu "BP" = "Before Present"). Pentru epocile istorice perioadele sunt definite după culturile sau manifestările culturale în a căror sferă de influență se află Levantul.
| Epoca pietrei (2,000,000 BP - 3300 BCE) | Paleolitic (2,000,000 BP - 8300 BCE)             | Paleolitic inferior                          | 2,000,000 BP - 300,000 BP |
| Epoca pietrei (2,000,000 BP - 3300 BCE) | Paleolitic (2,000,000 BP - 8300 BCE)             | Paleolitic mijlociu                          | 300,000 BP - 30,000 BP    |
| Epoca pietrei (2,000,000 BP - 3300 BCE) | Paleolitic (2,000,000 BP - 8300 BCE)             | Paleolitic superior                          | 30,000 BP - 12,000 BP     |
| Epoca pietrei (2,000,000 BP - 3300 BCE) | Paleolitic (2,000,000 BP - 8300 BCE)             | Epipaleolitic                                | 12,000 BP - 8300 BCE      |
| Epoca pietrei (2,000,000 BP - 3300 BCE) | Neolitic (8300 BCE - 4500 BCE)                   | Neolitic aceramic                            | 8300 BCE - 5500 BCE       |
| Epoca pietrei (2,000,000 BP - 3300 BCE) | Neolitic (8300 BCE - 4500 BCE)                   | Neolitic ceramic                             | 5500 BCE - 4500 BCE       |
| Epoca pietrei (2,000,000 BP - 3300 BCE) | Calcolitic (4500 BCE - 3300 BCE)                 | Calcolitic timpuriu                          | 4500 BCE - 4000 BCE       |
| Epoca pietrei (2,000,000 BP - 3300 BCE) | Calcolitic (4500 BCE - 3300 BCE)                 | Calcolitic târziu (Ghassulian)               | 4000 BCE - 3300 BCE       |
| Epoca bronzului (3300 BCE - 1200 BCE)   | Epoca timpurie a bronzului (3300 BCE - 2000 BCE) | Bronz timpuriu I                             | 3300 BCE - 3000 BCE       |
| Epoca bronzului (3300 BCE - 1200 BCE)   | Epoca timpurie a bronzului (3300 BCE - 2000 BCE) | Bronz timpuriu II                            | 3000 BCE - 2700 BCE       |
| Epoca bronzului (3300 BCE - 1200 BCE)   | Epoca timpurie a bronzului (3300 BCE - 2000 BCE) | Bronz timpuriu III                           | 2700 BCE - 2200 BCE       |
| Epoca bronzului (3300 BCE - 1200 BCE)   | Epoca timpurie a bronzului (3300 BCE - 2000 BCE) | Bronz timpuriu IV                            | 2200 BCE - 2000 BCE       |
| Epoca bronzului (3300 BCE - 1200 BCE)   | Epoca mijlocie a bronzului (2000 BCE - 1550 BCE) | Bronz mijlociu I                             | 2000 BCE - 1750 BCE       |
| Epoca bronzului (3300 BCE - 1200 BCE)   | Epoca mijlocie a bronzului (2000 BCE - 1550 BCE) | Bronz mijlociu II                            | 1750 BCE - 1650 BCE       |
| Epoca bronzului (3300 BCE - 1200 BCE)   | Epoca mijlocie a bronzului (2000 BCE - 1550 BCE) | Bronz mijlociu III                           | 1650 BCE - 1550 BCE       |
| Epoca bronzului (3300 BCE - 1200 BCE)   | Epoca târzie a bronzului (1550 BCE - 1200 BCE)   | Bronz târziu I                               | 1550 BCE - 1400 BCE       |
| Epoca bronzului (3300 BCE - 1200 BCE)   | Epoca târzie a bronzului (1550 BCE - 1200 BCE)   | Bronz târziu II A                            | 1400 BCE - 1300 BCE       |
| Epoca bronzului (3300 BCE - 1200 BCE)   | Epoca târzie a bronzului (1550 BCE - 1200 BCE)   | Bronz târziu II B                            | 1300 BCE - 1200 BCE       |
| Epoca fierului (1200 BCE - 586 BCE)     | Epoca fierului I (1200 BCE - 1000 BCE)           | Epoca fierului I A                           | 1200 BCE - 1150 BCE       |
| Epoca fierului (1200 BCE - 586 BCE)     | Epoca fierului I (1200 BCE - 1000 BCE)           | Epoca fierului I B                           | 1150 BCE - 1000 BCE       |
| Epoca fierului (1200 BCE - 586 BCE)     | Epoca fierului II (1000 BCE - 586 BCE)           | Epoca fierului II A                          | 1000 BCE - 900 BCE        |
| Epoca fierului (1200 BCE - 586 BCE)     | Epoca fierului II (1000 BCE - 586 BCE)           | Epoca fierului II B                          | 900 BCE - 700 BCE         |
| Epoca fierului (1200 BCE - 586 BCE)     | Epoca fierului II (1000 BCE - 586 BCE)           | Epoca fierului II C                          | 700 BCE - 586 BCE         |
| Epocile istorice (586 BCE - prezent)    | epocile Babiloniană și Persană                   | epocile Babiloniană și Persană               | 586 BCE - 332 BCE         |
| Epocile istorice (586 BCE - prezent)    | Epoca elenistică (332 BCE - 37 BCE)              | Epoca elenistică timpurie                    | 332 BCE - 167 BCE         |
| Epocile istorice (586 BCE - prezent)    | Epoca elenistică (332 BCE - 37 BCE)              | Epoca elenistică târzie                      | 167 BCE - 37 BCE          |
| Epocile istorice (586 BCE - prezent)    | Epoca romană (37 BCE - 324 CE)                   | Epoca romană timpurie                        | 37 BCE - 132 CE           |
| Epocile istorice (586 BCE - prezent)    | Epoca romană (37 BCE - 324 CE)                   | Epoca romană târzie                          | 132 CE - 324              |
| Epocile istorice (586 BCE - prezent)    | Epoca bizantină                                  | Epoca bizantină                              | 324 - 638                 |
| Epocile istorice (586 BCE - prezent)    | Perioada arabă timpurie (Umayyad și Abbasid)     | Perioada arabă timpurie (Umayyad și Abbasid) | 638 - 1099                |
| Epocile istorice (586 BCE - prezent)    | Cruciade și Epoca Ayyubid                        | Cruciade și Epoca Ayyubid                    | 1099 - 1291               |
| Epocile istorice (586 BCE - prezent)    | Perioada arabă târzie (Fatimid și Mamluk)        | Perioada arabă târzie (Fatimid și Mamluk)    | 1291 - 1516               |
| Epocile istorice (586 BCE - prezent)    | Epoca otomană                                    | Epoca otomană                                | 1516 - 1917               |
| Epocile istorice (586 BCE - prezent)    | Epoca modernă                                    | Epoca modernă                                | 1917 - prezent            |